# Маккінлі (округ Полк, Вісконсин)
Маккінлі (англ. McKinley) — місто (англ. town) в США, в окрузі Полк штату Вісконсин. Населення — 340 осіб (2020).

## Демографія
Згідно з переписом 2010 року, у місті мешкало 347 осіб у 149 домогосподарствах у складі 106 родин. Було 258 помешкань
Расовий склад населення:
| - 97,7 % — білих - 1,4 % — корінних американців - 0,6 % — азіатів - 0,3 % — чорних або афроамериканців |

До двох чи більше рас належало 0,0 %. Частка іспаномовних становила 0,3 % від усіх жителів.
За віковим діапазоном населення розподілялося таким чином: 19,6 % — особи молодші 18 років, 58,5 % — особи у віці 18—64 років, 21,9 % — особи у віці 65 років та старші. Медіана віку мешканця становила 50,2 року. На 100 осіб жіночої статі у місті припадало 102,9 чоловіків;  на 100 жінок у віці від 18 років та старших — 111,4 чоловіків також старших 18 років.
Середній дохід на одне домашнє господарство  становив 60 419 доларів США (медіана — 43 214), а середній дохід на одну сім'ю — 70 540 доларів (медіана — 50 000). Медіана доходів становила 46 250 доларів для чоловіків та 31 000 доларів для жінок. За межею бідності перебувало 11,7 % осіб, у тому числі 20,3 % дітей у віці до 18 років та 5,9 % осіб у віці 65 років та старших.
Цивільне працевлаштоване населення становило 123 особи. Основні галузі зайнятості: освіта, охорона здоров'я та соціальна допомога — 26,0 %, виробництво — 24,4 %, роздрібна торгівля — 15,4 %, будівництво — 13,0 %.